# 菲利普·姆拉德诺维奇
菲利普·姆拉德诺维奇（1991年8月15日—），塞尔维亚男子足球运动员，司职后卫。他曾代表塞尔维亚国家队参加2022年国际足联世界杯，结果队伍止步小组赛阶段。